# Ернст I фон Йотинген-Балдерн
Ернст I фон Йотинген-Балдерн (на немски: Ernst I von Oettingen-Baldern; * 24 октомври 1584 във Валерщайн; † 18 май 1626 в Балдерн) е граф на Йотинген-Балдерн (до Бопфинген) в Баден-Вюртемберг.
Той е малък син, шестнадесетото дете, на граф Вилхелм II фон Йотинген-Валерщайн-Шпилберг (1544 – 1602) и съпругата му графиня Йохана фон Хоенцолерн-Зигмаринген (1548 – 1604), дъщеря на граф Карл I фон Хоенцолерн (1516 – 1576) и маркграфиня Анна фон Баден-Дурлах (1512 – сл. 1579).
Ернст I фон Йотинген-Балдерн умира на 18 май 1626 г. в Балдерн, Баден-Вюртемберг на 41 години.

## Фамилия
Ернст I фон Йотинген-Балдерн се жени на 20/21 септември 1608 г. във Визенщайг за графиня Катарина фон Хелфенщайн-Визенщайг (* 9 декември 1589; † 12 януари 1638 в Бохемия), дъщеря на граф Рудолф II фон Хелфенщайн-Визенщайг (1560 – 1601) и Анна Мария фон Щауфен († 1600). Те имат десет деца:
- Мартин Франц (28 август 1611 – 11 септември 1653 в Регенсбург), граф на Йотинген-Балдерн, женен 1629 г. за графиня Изабела Елеонора фон Хелфенщайн († 22 март 1678)
- Карл Лудвиг (* 1616)
- Фридрих Вилхелм Ернст (7 май 1618 – 20 октомври 1677 в Катценщайн), граф на Йотинген в Катценщайн, женен на 7 януари 1646 г. в Грац за фрайин Розина Сузана фон Трюбенек (24 юли 1611 в Петау – 19 май 1664 в Грац)
- Улрих (19 април 1620 – 25 август 1641)
- Мария Йохана (29 януари 1610 – 3 февруари 1610)
- Мария Констанция (17 март 1613 – 1 юни 1620)
- Мария Якоба (1615 – 1616)
- Мария Елизабет (5 юли 1615 – 8 октомври 1615)
- Маргарета Анна (ок. 1618 – 19 юни 1684 в Прага), омъжена на 6 юли 1637 г. в Прага за граф Йохан Зигизмунд фон Тун и Хоенщайн (1594 – 1646)
- Мария Магдалена (1619 – 31 август 1688), омъжена 1650 г. във Виена за маркграф Вилхелм фон Баден-Баден (1593 – 1677)